# رضاآباد جوچین
رضاآباد جوچین، روستایی از توابع بخش مرکزی شهرستان مرودشت در استان فارس ایران است.

## جمعیت
این روستا در دهستان نقش رستم قرار دارد و براساس سرشماری مرکز آمار ایران در سال ۱۳۸۵، جمعیت آن ۵۹۸ نفر (۱۴۱خانوار) بوده‌است.